# Squama frontalis
Squama frontalis har to overflader; den ydre og den indre overflade.